# یوکا ایمای
یوکا ایمای (انگلیسی: Yuka Imai; ۱۹ سپتامبر ۱۹۷۰ – ) صداپیشگی در ژاپن اهل ژاپن بود. وی بین سال‌های ۱۹۹۴ تا ۲۰۱۸ میلادی فعالیت می‌کرد.